# James Algar
James Algar (Modesto, Kalifornia, 1912. június 11. – Carmel, Kalifornia, 1998. február 26.) amerikai forgatókönyvíró, filmrendező, filmproducer.

## Életpályája
A Leland Stenford Egyetem újságírói szakán szerzett diplomát. 1934-ben Walt Disney híres trükkfilmstúdiójába került.
Karikaturistaként is működött. Többek között a Hófehérke és a hét törpe (1937) animátora volt. Számos rövid rajzos és dokumentáris alkotást rendezett. Munkássága – éppen természettudományos érdeklődése jóvoltából – a gyár átállásakor került előtérbe. A világ természeti és kulturális szépségeit, érdekességeit bemutató Walt Disney-filmsorozat egyik főrendezője. Alkotásai között akadnak ismeretterjesztő dokumentáris, valamint játékfilm jellegű művek. Többet közülük Magyarországon is vetítettek.

## Filmjei
| - Fantázia (1940) - Bambi (1942) - A fókák szigete (1948) - Ichabod és Mr. Toad kalandjai (1949) - A hódok völgye (1950) - Fél acre természet (1951) (forgatókönyvíró is) - Medveország (1953) (forgatókönyvíró is) - Az élő sivatag (1953) (forgatókönyvíró is) - Disneyland (1954-1992) (forgatókönyvíró és filmproducer is) - Az eltűnő préri (1954) (forgatókönyvíró is) - Afrikai képeskönyv (1955) (forgatókönyvíró is) - Az élet titka (1956) (forgatókönyvíró is) - Fehér vadon (1958) (forgatókönyvíró is) - Grand Canyon (1958) - A dzsungel macskája (1959) (forgatókönyvíró is) - Walt Disney állatbirodalma (1975) (forgatókönyvíró is) - Fantázia 2000 (1999) | - Lobo, a farkas (1962) (filmproducer is) - Hihetetlen utazás (1963) (filmproducer is) - Hófehérke és a hét törpe (1937) |

## Díjai
- Cannes-i Filmfesztivál díja (1949) A fókák szigete
- 1954-es cannes-i filmfesztivál Az élő sivatag
- Berlini Nemzetközi Filmfesztivál Berlini Arany Medve-díja (1951, 1957, 1959)
- Berlini Nemzetközi Filmfesztivál Nagy Arany Plakettje (1954-1955)
- Berlini Nemzetközi Filmfesztivál Nagy Ezüst Plakettje (1956) Afrikai képeskönyv
- Berlini Nemzetközi Filmfesztivál Berlini Ezüst Medve-díja (1956) Afrikai képeskönyv